# Madusari (Wanareja)
Madusari is een bestuurslaag in het regentschap Cilacap van de provincie Midden-Java, Indonesië. Madusari telt 4824 inwoners (volkstelling 2010).